# Podlož
Podlož je naselje v Občini Loška dolina.

## Prebivalstvo
Etnična sestava 1991:
- Slovenci: 55 (100 %)